# Salto de Sallent
El salto de Sallent es el mayor salto de agua de Cataluña (en caída vertical), con una caída libre de unos 115m (R1-5m+R2-30m+R3-30m+R4-50m), de manera que en época de lluvias causa una gran impresión, no ya por su altura, sino por el gran caudal de agua que cae a la poza creada en su base por la erosión del agua al caer a lo largo de los siglos.
Está localizado en la riera de Rupit dentro del término municipal de Rupit, población situada en la comarca de Osona, al norte de la provincia de Barcelona. La riera de Rupit es un afluente del río Ter por su lado izquierdo, que nace de un conjunto de fuentes y torrentes originados en las zonas altas de la sierra de Collsacabra.

## Etimología
Según Balarí Jovany, su nombre vendría del pleonasmo: "Salto de Salto", ya que no se halla en ninguno de los municipios de nombre Sallent (que según Balarí Jovany se llaman "Sallent" por tener un salto de agua) ya que "sallent" en su origen quiere decir "salto".

## Características
Se trata de una cascada de unos 95 metros de altura muy popular entre los barranquistas. El salto es prácticamente vertical y separa el Collsacabra de las Guillerías. Después de nacer en un entorno de arenisca, la riera se precipita por un alto balcón calcáreo cuya mitad inferior es de travertino. La bajada se ha dividido en dos partes de unos 50 m cada una, con líneas de rápeles a la derecha de la cascada.
La riera, desde la sierra de Collsacabra, empieza a tomar forma después de cruzar el puente de los Tres Ojos, en el molino del Soler, donde forma una poza. Sobre la riera en Rupit hay un puente colgante que fue construido en el año 1945 y reconstruido en 1994, bajo el cual se pasa.Después de cruzar el pueblo de Rupit, la cascada del Rodó y la Pomareda, sus aguas se despeñan desde lo alto del risco formando el salto de agua. Bajo el salto se forma la garganta del Diablo siguiendo el arroyo hasta desembocar en el embalse de Susqueda..

## Acceso
La forma más sencilla de acceder hasta la zona es saliendo desde el pueblo de Rupit, ya que se encuentra en su término, pasando bajo el puente colgante que cruza la riera de Rupit. Después de la iglesia, se dejan atrás las casas, y se sigue por una pista hasta la fuente de 'Carraguell', llegando a continuación al puente de la Sala (un puente de piedra medieval que comunica el pueblo con Cantonigrós) para continuar desde allí por el camino que bordea la riera de Rupit, pasando por la fuente de la Pomareda y al poco rato (un cuarto de hora.) se llega a los riscos donde está el salto de agua.